# Durham Alliance Combination League

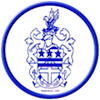
Logo của Durham Alliance Combination League

Durham Alliance Combination League là một giải bóng đá nằm ở phía Bắc nước Anh, gồm một hạng đấu duy nhất, không được xếp trong National League System, nó thường được xem là giải đấu góp đội cho giải Bậc 7 Wearside League.

## Các câu lạc bộ mùa giải 2015–16
- Bishop Auckland Dự bị
- Brandon United Development
- Coundon & Leeholme
- Durham City Dự bị
- Blackhill & Ebchester
- Hartlepool Dự bị
- Killingworth YPC
- Redcar Town Dự bị
- Seaham New Westlea
- Sherburn Village Working Mens Club
- Sunderland Farringdon Detatched
- Sunderland Guide Post
- Sunderland Hall Farm
- Sunderland Oddies
- Sunderland University
- Wallsend Town
- Washington Association
- Wheatley Hill Working Mens Club